# Johannes Rau
Johannes Rau (Wuppertal, 16 januari 1931 - Berlijn, 27 januari 2006) was een Duits politicus van de Sozialdemokratische Partei Deutschlands (SPD). Rau was oorspronkelijk lid van de linkschristelijke Gesamtdeutsche Volkspartei en ging met Gustav Heinemann in 1957 over naar de SPD. Hij was als tweede sociaaldemocraat bondspresident van Duitsland van 1999 tot 2004.

## Levensloop
Johannes Rau werd geboren als zoon van een handelaar, die in zijn vrije tijd lekenprediker was. Hij volgde het gymnasium maar verliet dit in 1948 voortijdig. In 1949 begon hij aan een opleiding tot uitgever in Wuppertal en Keulen. Daarnaast werd hij vrijwilliger bij de Westfaalse omroep in Wuppertal. Rau voltooide zijn opleiding en werkte vanaf 1952 als uitgever in Wuppertal. In 1953 werd hij redacteur bij een kleine uitgeverij in Witten. In 1954 werd hij leidinggevende bij de Jugenddienst-uitgeverij, en in 1965 werd hij directeur.
Rau was sinds 1982 gehuwd met Christina Delius (geboren 1956). Zij is een kleindochter van Gustav Heinemann. Uit het huwelijk werden drie kinderen geboren.
Johannes Rau overleed begin 2006 op 75-jarige leeftijd. Rau, die een zware roker was, was al lang ernstig ziek en had al twee zware hartoperaties ondergaan. Op 7 februari 2006 werd hij, na een officiële Staatsakt, in familiekring begraven op het Dorotheenstädtischer Friedhof in Berlijn, waar ook vele andere bekende Duitsers zoals Heinrich Mann en Bertolt Brecht begraven liggen.
Rau stond bekend als een zeer gelovig protestants christen waaraan hij de bijnaam Broeder Johannes heeft overgehouden. Dit kwam onder andere tot uiting in zijn veelvuldige gebruik van allerlei Bijbelteksten. Voorts was hij oecumenisch ingesteld en heeft hij zich krachtig ingezet voor de verzoening tussen joden en christenen. Voor de regio van het Rijnland van de Evangelische Kerk in Duitsland (EKD) zat hij bijna 35 jaar lang in de synode.

## Partij en politiek
Rau werd in 1952 lid van de Gesamtdeutsche Volkspartei (GVP) die mede door de latere bondspresident Gustav Heinemann was opgericht. Hij werd meteen plaatselijk voorzitter in Wuppertal. Nadat de GVP in 1957 was opgeheven werd Rau lid van de SPD. Hij was achtereenvolgens voorzitter van de jongerenafdeling, lid van de Landdag van Noordrijn-Westfalen (NRW), voorzitter van de SPD-fractie in dat deelstaatsparlement; burgemeester van Wuppertal (1969-1970) en dan vanaf 1970 NRW-minister van wetenschap. In 1978 werd hij als opvolger van Heinz Kühn minister-president van Noordrijn-Westfalen en bleef dat tot 1998, dus voor een bijzonder lange tijd. In 1987 was hij de kandidaat van de SPD voor het bondskanselierschap, maar de zittende kanselier Helmut Kohl werd herkozen.
In 1994 verloor hij de verkiezing tot zevende bondspresident van Roman Herzog (CDU). Op 23 mei 1999 volgde hij Herzog op als achtste bondspresident. Een van zijn tegenkandidaten bij de verkiezing was Uta Ranke-Heinemann, de tante van zijn vrouw. In 2000 sprak hij als eerste Duitse president het Israëlische parlement toe. In een emotionele rede vroeg hij om vergiffenis voor de Holocaust. Op 1 juli 2004 werd Rau, die zich niet opnieuw kandidaat had gesteld, opgevolgd door Horst Köhler (CDU).
- Bibsys: 90152364
- Catàleg d'autoritats de noms i títols de Catalunya: 981058517070106706
- CiNii: DA0885877X
- Gemeinsame Normdatei: 118803379
- International Standard Name Identifier: 0000 0001 0950 7906
- Library of Congress Control Number: n80139041
- Nationale Bibliotheek van Letland: 000149431
- MusicBrainz: 6aad8a1e-b695-4c84-9793-d0cff30c7218
- Bibliotheek van het Japanse parlement: 00987127
- Nationale Bibliotheek van Tsjechië: jn20030314002
- Nationale Bibliotheek van Israël: 987007278560705171
- Nationale Bibliotheek van Polen: a0000001246818
- Nederlandse Thesaurus van Auteursnamen: 072649593
- Istituto Centrale per il Catalogo Unico: IEIV127644
- Système universitaire de documentation: 076592340
- Virtual International Authority File: 5727320
- WorldCat: E39PBJjCQdrW8cBYPHKtfdHpyd